# Toirdhealbhach Ua Briain
Toirdhealbhach Ua Briain (Turlough O'Brien) (1009 – 14 luglio 1086) è stato un re supremo d'Irlanda.
Quando aveva appena 5 anni si svolse la battaglia di Clontarf (22 aprile 1014), in cui un suo cugino omonimo, Tordhelbach, di 15 anni, comandò una forza irlandese di circa 1.000 uomini e partecipò alla sconfitta dei vichinghi perdendo però la vita insieme allo zio ed al nonno. Attorno al 1055 divenne re supremo d'Irlanda.